# Favale di Malvaro
Favale di Malvaro (ligur nyelven O Favâ) település Olaszországban, Liguria régióban, Genova megyében. Lakosainak száma 428 fő (2023. január 1.). Favale di Malvaro Mocònesi, Rezzoaglio, Lorsica és Neirone községekkel határos.

## Népesség
A település lakossága az elmúlt években az alábbi módon változott:
| Lakosok száma | 525  | 457  | 467  | 428  |
|               | 2008 | 2017 | 2018 | 2023 |